# Ruta interoceánica Brasil-Perú

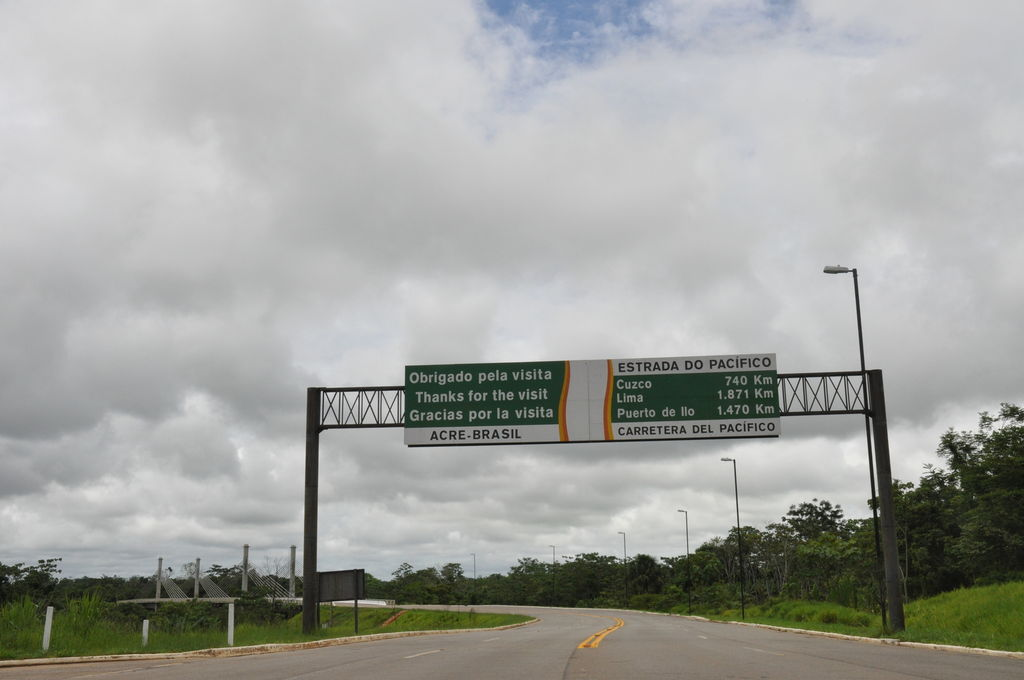
Carretera Interoceánica conectando la BR-364 (Assis Brasil, Acre) con la Ruta nacional PE-30 (Iñapari, Madre de Dios).

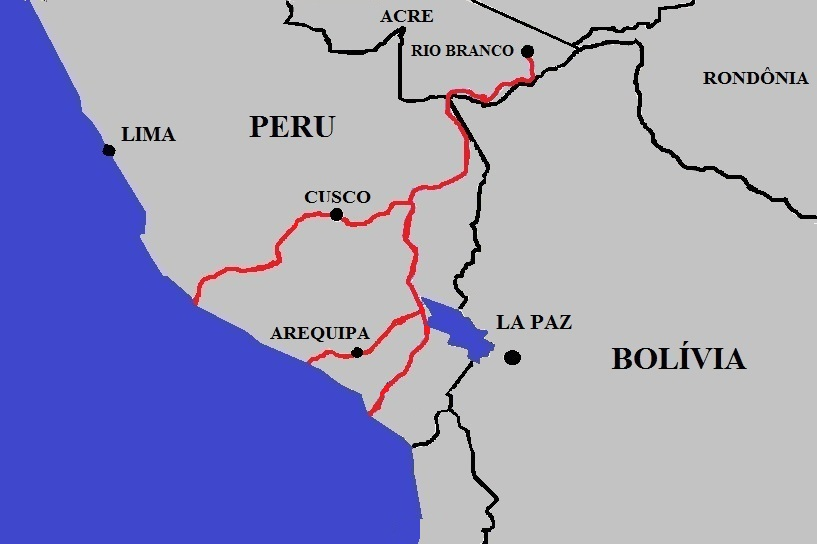
Carretera Interoceánica

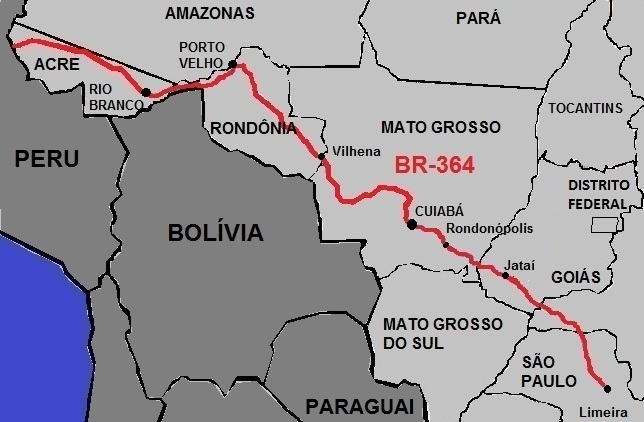
BR-364 en Brasil

La Ruta interoceánica Brasil-Perú es un eje de conexión vial entre Brasil y el Perú que conecta el Océano Atlántico en el extremo brasileño con el Océano Pacífico en el extremo peruano, atravesando la región sudamericana por su parte central. Esta vía forma parte de la Iniciativa de Integración Regional Sudamericana (IIRSA), la misma que viene ejecutando diversos proyectos de integración física entre los países de Sudamérica. Su costo total superó los 2800 millones de dólares habiéndose terminado las obras en diciembre de 2010. Brinda a estos países nuevas alternativas para canalizar sus exportaciones, habilitando para el Perú un acceso directo a los mercados del occidente brasileño, así como una nueva ruta hacia el África y Europa, mientras que para Brasil se constituye como una salida más directa hacia Oceanía y Asia, mercados de más de 2500 millones de habitantes.

## Historia
En noviembre de 2005 el gobierno de Brasil culminó la construcción de un puente sobre el río Acre, límite internacional con el Perú, uniendo su localidad fronteriza de Assis Brasil, con la ciudad de Iñapari en el Perú. El puente fue inaugurado en presencia del expresidente Alejandro Toledo, del Perú, Lula da Silva de Brasil y el entonces presidente Eduardo Rodríguez Veltzé de Bolivia. La apertura de este paso sobre el río Acre simbolizó el inicio de la construcción de la carretera interoceánica en el Perú, pues el Brasil ya había culminado años antes la parte correspondiente a su territorio.
La construcción del tramo peruano de esta vía se inició durante el gobierno del presidente Alejandro Toledo, en el cual se hicieron los estudios preliminares y se obtuvo el financiamiento para los tramos 2 (Cusco - Puente Inambari), 3 (Puente Inambari - Iñapari, hasta la frontera con Brasil) y 4 en que fue dividida. El 23 de junio de 2005 el Estado Peruano y el consorcio CONIRSA (Odebrecht, Graña y Montero, ICCGSA y JJC Contratistas Generales) suscribieron el correspondiente contrato de concesión, dándose inicio a la ejecución de la obra. El tramo 4 fue otorgado a Consorcio INTERSUR (Andrade Gutiérrez, Construcoes e Comercio Camargo Correa S.A. y Constructora Queiroz Galvao S.A.).
La vía fue continuada por el gobierno del presidente Alan García iniciado en julio de 2006, fecha desde la cual se construyeron un total de 2589 kilómetros de carretera, concluyéndose la obra en su totalidad (uno de los dos ramales) en diciembre de 2010.
Marcelo Odebrecht, el magnate de la constructora brasileña, confesó a la justicia norteamericana en enero de 2017 que su empresa pagó 20 millones de dólares en coimas para adjudicarse la construcción de la Carretera Interoceánica. Es el monto en sobornos que Odebrecht habría pagado al expresidente Alejandro Toledo por el proyecto.

## Resultados prácticos
En 2017, se encontró que la carretera era muy poco utilizada en el comercio internacional Perú-Brasil. La circulación promedio en el ramal del estado de Acre hacia la frontera con Perú resultó de apenas siete vehículos comerciales por hora, un promedio extremadamente bajo para una vía tan extensa y costosa. Según las autoridades peruanas, en la práctica no había productos brasileños de camino a los puertos de Perú.
En 2020, cifras oficiales mostraron que, de los US $ 246 millones exportados o importados por Acre entre 2009 y 2019, poco más del 18 % fueron hechos por la Ruta Interoceánica (alrededor de US $ 44,6 millones fue el valor de las mercancías transadas por carretera). El escaso impacto real de la carretera para las exportaciones de Brasil aumentaron la acusación de que la Ruta solamente fue diseñada y ejecutada para que la constructora Odebrecht, acusada de corrupción y pago de sobornos en los gobiernos de Lula da Silva, gane dinero.
El estado de Acre es conectado vialmente al resto del sistema nacional de carreteras de Brasil, uno pudiendo irse de Río Branco a São Paulo.

## Datos y dirección

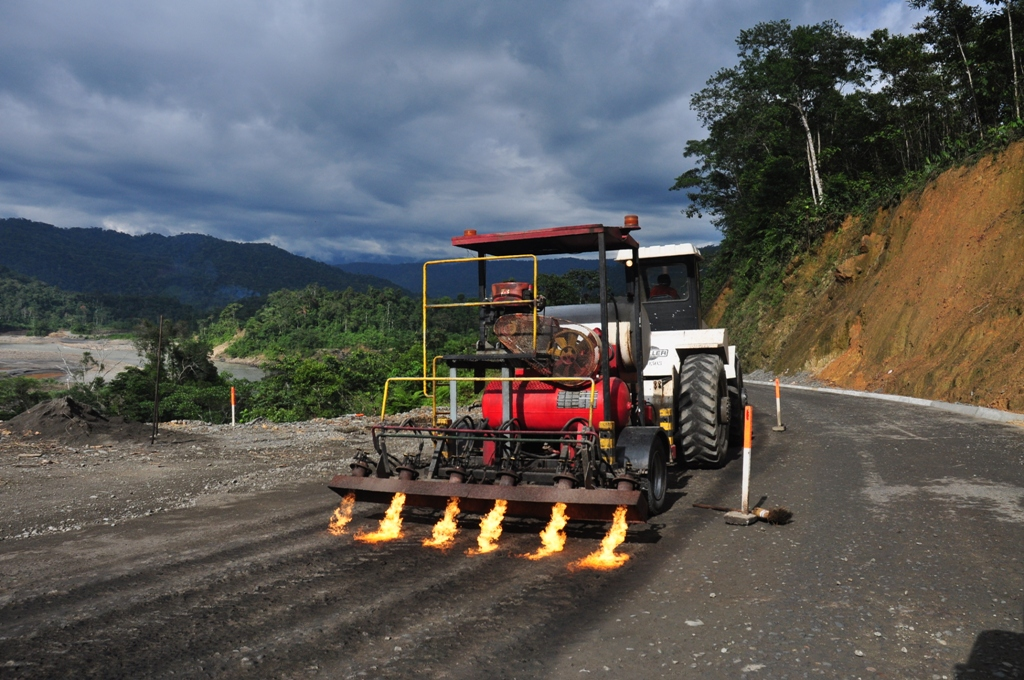
Asfaltado de la Ruta nacional PE-30 en el distrito de Inambari, departamento de Madre de Dios.

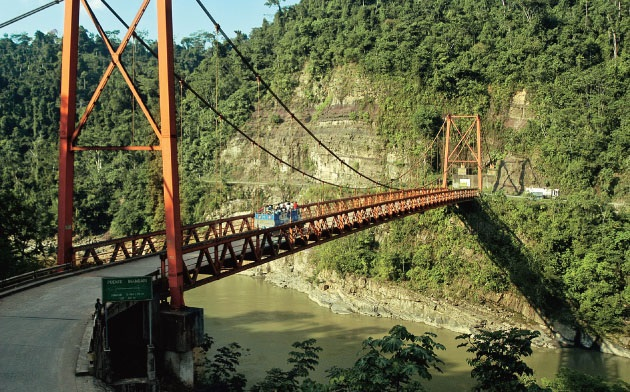
Carretera Interoceánica en el sur peruano.

La Carretera Interoceánica abarca 2400 km, e incluye 22 puentes en diversos puntos de los ejes viales. También, permite al Brasil obtener su ansiada salida al Océano Pacífico a través de los puertos peruanos de Marcona, Matarani e Ilo. Eventualmente, se construyó otra vía entre Yurimaguas y Paita, ambas en el Perú, para dar acceso fluvial hacia el río Amazonas.
La construcción de esta carretera significó la primera obra vial de Sudamérica y la primera obra entre miembros de la Unión Sudamericana de Naciones. Es una obra concreta que refleja las excelentes relaciones entre Brasil y el Perú. Cabe mencionar que este proyecto estuvo un aproximadamente treinta años en la agenda bilateral pero que debido a los problemas políticos ocurridos en el Perú durante ese lapso, nunca se pudo concretar.

## Rutas y concesiones viales
A continuación están las vías que se conectan en esta carretera:

### Norte
El total de esta vía intermodal (carretera-ríos) es de 955 km.
- Tramo 1 (IIRSA Norte): Desde el Puerto de Paita (Océano Pacífico) al puerto fluvial de Yurimaguas en la Amazonía peruana. Desde Yurimaguas es vía fluvial hasta Iquitos. Y de Iquitos es salida directa al Océano Atlántico. Incluido también la ruta Dv Lambayeque - Dv Olmos.

### Centro
- Tramo 1 (Rutas de Lima): Desde Lima por la autopista Ramiro Prialé hasta el Puente Ricardo Palma (38 km).
- Tramo 2 (DEVIANDES): Desde Puente Ricardo Palma hasta el desvío a Cerro de Pasco (370 km). Exceptuando la ruta hacia Huancayo.
- Tramo 3 (Sin concesión): Desde Cerro de Pasco hasta Pucallpa (464 km) en la Amazonía peruana y desde ahí hasta la frontera con Brasil.

### Sur
- Tramo 1 (SURVIAL): Puerto de San Juan de Marcona a Urcos (Cusco).
- Tramo 2 (IIRSA Sur Tramo 2): Urcos a Puente Inambari.
- Tramo 3 (IIRSA Sur Tramo 3): Puente Inambari a Iñapari (frontera con Brasil).
- Tramo 4 (Intersur Concesiones): Azángaro a Puente Inambari.
- Tramo 5 (COVISUR): Puerto de Matarani - Juliaca - Azángaro (ramal 1). Puerto de Ilo - Juliaca - Azángaro (ramal 2).